# Karin Zetterqvist
Karin Zetterqvist, född 28 januari 1892 i Oskarshamn, död 23 oktober 1959 i Kalmar, var en svensk agronom. Hon var den första kvinnliga eleven vid Alnarps lantbruks- och mejeriinstitut och Sveriges första kvinnliga agronom.

## Biografi
Karin Zetterqvist var dotter till Edvard Zetterqvist, filosofie doktor i historia, och Elise, född Lundell. Hon växte upp i Oskarshamn tillsammans med två syskon. När fadern blev lektor i Växjö flyttade familjen dit. Modern hade växt upp på Hårstorps gård i Kläckeberga socken utanför Kalmar. Här tillbringade Karin Zetterqvist sina somrar och hennes intresse för lantbruk väcktes tidigt. År 1910 påbörjade hon som första kvinna sina studier vid Alnarps lantbruks- och mejeriinstitut och hon avlade examen 1912, samma år som agronomtiteln blev officiell. Från 1914 och fram till sin död 1959 brukade Karin Zetterqvist släktgården Hårstorp.
År 1914 utbildade Karin Zetterqvist sig till hushållslärare vid Fackskolan för huslig ekonomi i Uppsala. Skolan hade grundats av hennes morbror Johan August Lundell tillsammans med Ida Norrby. Samtidigt med studierna bedrev hon jordbruk på släktgården. Under 1940-talet minskade emellertid den brukbara arealen eftersom Kalmar flygflottilj tog areal i besittning. Karin Zetterqvist hade ett stort hästintresse, men hon var också öppen för det nya och köpte traktor tidigt. Hon kallades ”fröken på Hårstorp” och väckte uppmärksamhet när hon brukade köra in till Kalmar med fullastad vagn dragen av två ljusa skimlar och med två schäferhundar på kuskbocken. För varmblodet Sussi tilldelades hon Kalmar läns södra Hushållningssällskaps avelspris 1938. Hon engagerade sig också i kommunalpolitiken, där hon var ordförande i barnavårdsnämnden och vice ordförande i fattigvårdsstyrelsen.

### Död och eftermäle
Karin Zetterqvist avled 1959 i en ålder av 67 år. Under sina sista år var hon märkt av reumatism. Hennes yngre syster Brita Zetterqvist, som utbildat sig till lanthushållslärare, ärvde gården och brukade den till sin död 1983. Hon testamenterade gården till Inga Andersson, även hon lanthushållslärare. Hon hade kommit till gården redan 1956, då som praktikant i köket. Inga Andersson bosatte sig på gården på 1980-talet och lät arrendera ut marken.